# 平成10年度全国高等学校総合体育大会
平成10年度全国高等学校総合体育大会（へいせい10ねんどぜんこくこうとうがっこうそうごうたいいくたいかい）は、1998年（平成10年）8月1日から20日まで四国各地で開催された全国高等学校総合体育大会である。

## 概要
- 愛称 - 四国’98総体
- スローガン - 「輝こう 今この時を 君たちと」
- 総合開会式 - 1998年8月1日、香川県立丸亀競技場
- 開催地 - 香川県、徳島県、愛媛県、高知県
- 主催 - 全国高等学校体育連盟、四国4県、四国4県教育委員会、関係競技種目別全国統轄団体、会場地市町村、会場地市町村教育委員会
- 後援 - 文部省、日本体育協会、日本放送協会（NHK）、四国4県体育協会、会場地市町村体育協会
- 主管 - 全国高等学校体育連盟競技種目別専門部、四国4県高等学校体育連盟、四国4県関係競技種目別団体
- 開催競技種目 - 28競技（男子27競技、女子22競技）